# Irina Buriachok
Irina Olégovna Buriachok (n. 5 de julio de 1986) es una tenista profesional ucraniana. En su carrera ha conquistado dos título WTA en dobles.

## Títulos (1)

### Dobles (1)
| Leyenda               |
| Grand Slam (0)        |
| WTA Championships (0) |
| Premier (0)           |
| International (2)     |

| N.º | Fecha               | Torneo | Superficie | Pareja              | Oponente en la final               | Resultado             |
| 1.  | 28 de julio de 2012 | Bakú   | Dura       | Valeria Soloviova   | Eva Birnerova Alberta Brianti      | 6-3, 6-2              |
| 2.  | 28 de julio de 2013 | Bakú   | Dura       | Oksana Kaláshnikova | Eleni Daniilidou Aleksandra Krunić | 4–6, 7–6(7–3), [10–4] |

#### Finalista (1)
| Leyenda               |
| Grand Slam (0)        |
| WTA Championships (0) |
| Premier (0)           |
| International (1)     |

| N.º | Fecha              | Torneo   | Superficie | Pareja            | Oponente en la final         | Resultado |
| 1.  | 5 de enero de 2013 | Shenzhen | Dura       | Valeria Soloviova | Chan Hao-ching Chan Yung-jan | 6-0, 7-5  |